# Todos tenemos un sueño
Todos tenemos un sueño es el quinto álbum como grupo, y el quinto bajo el nombre de El sueño de Morfeo.
El álbum salió a la venta el 7 de mayo de 2013
En este trabajo se podría decir que es como un pequeño recopilatorio de las canciones más significativas del grupo, en el que se incluyen versiones de "Esta soy yo", "Nunca volverá", "Si no estás", entre otras, acompañados por artistas de la talla de Laura Pausini, Nek, Georgina, Pastora Soler, entre otros.
Además, el disco también incluye la canción con la que defendieron a España en Malmö (Suecia) en el Festival de la Canción de Eurovisión 2013, «Contigo hasta el final», y su versión en inglés. 
El disco, titulado «Todos tenemos un sueño», está a la venta tanto en formato físico como digital en los cauces habituales así como el sencillo en tiendas en línea. Tras conocer la noticia, Raquel del Rosario ha agradecido con un «tuit» el apoyo de sus seguidores.

## Canciones
1. Nunca volverá
2. Ojos de cielo (con Álex Ubago)
3. Esta soy yo (con Georgina)
4. Para toda la vida
5. Chocar (con Nek)
6. Si no estás (con Morrigans )
7. Lo mejor está por llegar (con Laura Pausini, Ximena Sariñana & Deborah de Corral)
8. Gente
9. Contigo hasta el final
10. Revolución (con La Musicalité)
11. Dame tu voz
12. Atrévete
13. With you until the end (versión en inglés de Contigo hasta el final )
14. Nunca volverá (Acústico) (con Pastora Soler)

- Datos: Q16640685